# Ann Miller
Ann Miller, pseudonimo di Johnnie Lucille Ann Collier (Chireno, 12 aprile 1923 – Los Angeles, 22 gennaio 2004), è stata un'attrice, ballerina e cantante statunitense.

## Biografia
Nata a Chireno, contea di Nacogdoches (Texas) da John Alfred Collier, avvocato penalista, e Clara Emma Birdwell (di madre Cherokee), Ann Miller iniziò a ballare in giovanissima età, tanto da essere considerata una bambina prodigio della danza. Nel 1936, appena tredicenne, venne scoperta da Lucille Ball e dal talent scout Benny Rubin mentre si esibiva al Black Cat Club di San Francisco. Facendosi passare per diciottenne, riuscì a ottenere un contratto presso la RKO, dove rimase fino al 1940, anno in cui passò per un breve periodo alla Columbia Pictures, e quindi alla MGM, dove conobbe i suoi maggiori successi tra la fine degli anni quaranta e l'inizio degli anni cinquanta.
Dopo diversi ruoli in film musicali minori, nel 1948 fu chiamata a sostituire Cyd Charisse, infortunatasi prima dell'inizio delle riprese, nel film Ti amavo senza saperlo, accanto a Fred Astaire e Judy Garland. L'anno successivo l'attrice fu tra i protagonisti del musical Un giorno a New York (1949), nel ruolo della focosa Claire Huddesen, l'antropologa che si esibisce in uno scatenato tip-tap nel numero Prehistoric Man, ambientato nel Museo di Scienze Naturali della Grande mela.
La sua abilità e velocità nel tip-tap, che all'epoca fu conteggiata in oltre 500 passi (taps) al minuto, vennero messe in evidenza in altre pellicole, quali Amore provinciale (1953) e Baciami Kate! (1954). Con il declino del genere, alla fine degli anni cinquanta abbandonò progressivamente il cinema per dedicarsi al teatro e alla televisione. Riscosse grande successo sul palcoscenico grazie ai musical Mame (1969) e Sugar Babies (1979), quest'ultimo accanto a Mickey Rooney. Ebbe un momento di rinnovata popolarità sul grande schermo grazie al regista David Lynch, che nel 2001 la volle tra i protagonisti di Mulholland Drive, nel ruolo di Catherine Coco Lenoix.
L'attrice morì a 80 anni il 22 gennaio 2004 per cancro ai polmoni. È sepolta all'Holy Cross Cemetery di Culver City (California).

## Riconoscimenti
- Hollywood Walk of Fame (Star of Motion Pictures; 6914 Hollywood Blvd.; February 8, 1960)
- Young Hollywood Hall of Fame (1940's)

## Filmografia

### Cinema

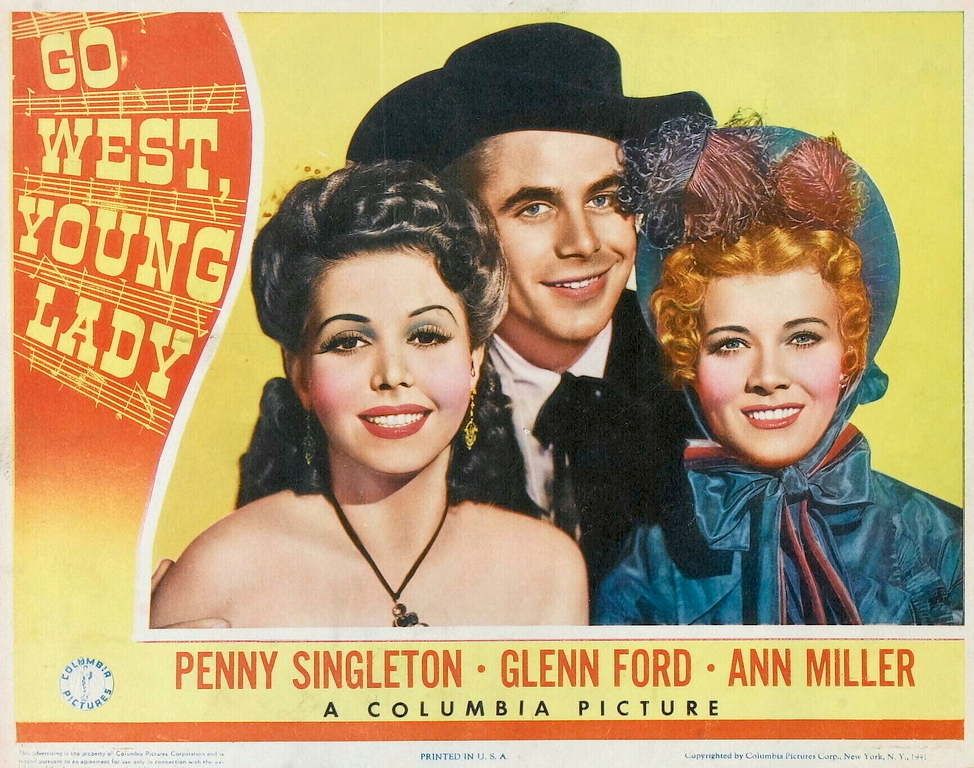
Poster del film Go West, Young Lady

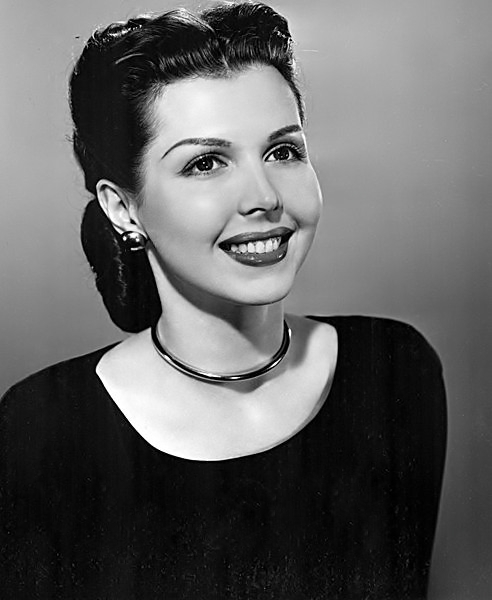
Nel film Ti amavo senza saperlo

- La figlia di nessuno (Anne of Green Gables), regia di George Nichols Jr. (1934)
- Le vie della fortuna (The Good Fairy), regia di William Wyler (1935)
- Il diavolo a cavallo (The Devil on Horseback), regia di Crane Wilbur (1936)
- Palcoscenico (Stage Door), regia di Gregory La Cava (1937)
- The Life of the Party, regia di William A. Seiter (1937)
- Radio City Revels, regia di Benjamin Stoloff (1938)
- Tarnished Angel, regia di Leslie Goodwins (1938)
- Vacanze d'amore (Having Wonderful Time), regia di Alfred Santell (1938)
- Servizio in camera (Room Service), regia di William A. Seiter (1938)
- L'eterna illusione (You Can't Take It with You), regia di Frank Capra (1938)
- Too Many Girls, regia di George Abbott (1940)
- Hit Parade of 1941, regia di John H. Auer (1940)
- Eldorado (Melody Ranch), regia di Joseph Santley (1940)
- Time Out for Rhythm, regia di Sidney Salkow (1941)
- Go West, Young Lady, regia di Frank R. Strayer (1941)
- True to the Army, regia di Albert S. Rogell (1942)
- Priorities on Parade, regia di Albert S. Rogell (1942)
- Reveille with Beverly, regia di Charles Barton (1943)
- What's Buzzin', Cousin?, regia di Charles Barton (1943)
- Hey, Rookie, regia di Charles Barton (1944)
- Jam Session, regia di Charles Barton (1944)
- Carolina Blues, regia di Leigh Jason (1944)
- Eadie Was a Lady, regia di Arthur Dreifuss (1945)
- Eve Knew Her Apples, regia di Will Jason (1945)
- Sangue ardente (The Thrill of Brazil), regia di S. Sylvan Simon (1946)
- Il bacio del bandito (The Kissing Bandit), regia di László Benedek (1948)
- Ti amavo senza saperlo (Easter Parade), regia di Charles Walters (1948)
- Un giorno a New York (On the Town), regia di Stanley Donen e Gene Kelly (1949)
- Quattro ragazze all'abbordaggio (Two Tickets to Broadway), regia di James V. Kern (1951)
- La sirena del circo (Texas Carnival), regia di Charles Walters (1951)
- Modelle di lusso (Lovely to Look at), regia di Mervyn LeRoy (1952)
- Prego sorrida! (Watch the Birdie), regia di Jack Donohue (1952)
- Baciami Kate! (Kiss Me Kate), regia di George Sidney (1953)
- Amore provinciale (Small Town Girl), regia di Leslie Kardos (1953)
- Così parla il cuore (Deep in My Heart), regia di Stanley Donen (1954)
- Tutti in coperta (Hit the Deck), regia di Roy Rowland (1955)
- Sesso debole? (The Opposite Sex), regia di David Miller (1956)
- The Great American Pastime, regia di Herman Hoffman (1956)
- Won Ton Ton, il cane che salvò Hollywood (Won Ton Ton: The Dog Who Saved Hollywood), regia di Michael Winner (1976)
- Mulholland Drive (Mulholland Dr.), regia di David Lynch (2001)

### Televisione
- Lux Video Theatre – serie TV, 1 episodio (1953)
- Love, American Style – serie TV, 1 episodio (1972)
- Love Boat (The Love Boat) – serie TV, 2 episodi (1982)
- Cose dell'altro mondo (Out of This World) – serie TV, 1 episodio (1990)
- Quell'uragano di papà (Home Improvement) – serie TV, 1 episodio (1993)

## Doppiatrici italiane
- Giuliana Maroni in Baciami Kate!, Sesso debole, Tutti in coperta
- Lia Orlandini in Palcoscenico
- Renata Marini in L'eterna illusione
- Dhia Cristiani in Un giorno a New York
- Mirella Pace in Ti amavo senza saperlo (ridoppiaggio)
- Anita Bartolucci in Mulholland Drive